# Mare Dibaba
Mare Dibaba Hurrsa (20 d'octubre de 1989) és una corredora de fons etíop. Va ser campiona mundial de marató, en guanyar el Campionat Mundial d'Atletisme de 2015 a Pequín. La premsa esportiva va assenyalar que no té parentiu amb el seu compatriota Tirunesh Dibaba.

## Carrera
La seva carrera esportiva inicia amb la seva participació en un campionat de 20 km, aconseguint el sisè lloc representant a la policia d'Oromia. El seu debut internacional va ser en la mitja marató d'Udine amb un temps d'1:10:32, obtenint el segon lloc darrere d'Anikó Kálovics. La seva següent carrera va ser al novembre d'aquest any en la mitja marató de Nova Delhi, finalitzant en el vuitè lloc amb un temps d'1:10:28.
El 2009 va representar a l'Azerbaidjan, amb el nom de Mare Ibrahimova. Quan no va ser convocada pels European Athletics Junior Championships, va tornar a competir pel seu país natal. Durant aquest any va millorar els seus registre en la mitja marató de Delhi amb un temps d'1:08:45 i el sisè lloc.
Amb la seva nacionalitat original, va competir en la mitja marató de Ras Al Khaimah aconseguint el segon lloc, darrere d'Elvan Abeylegesse. Amb un registre d'1:03:47 en 20 km, va obtenir el rècord femení de 2010 i amb un altre d'1:07:13 el segon millor temps de l'any de mitja marató. Va debutar en marató completa el mes de març en la marató de Roma amb 2:25:38. Va guanyar la mitja marató de Rabat a l'abril i a l'agost va guanyar la carrera Crim 10-Miler i la mitja marató de News and Sentinel. Malgrat tenir opcions per guanyar la marató de Frankfurt, només va obtenir el cinquè lloc amb un temps de 2:25:27.
Va obtenir el tercer lloc en la mitja marató de Ras Al Khaimah al febrer de 2011. Al març va arribar com a favorita a la Marató de Los Angeles, sent vençuda per Bezunesh Deba i Amy Hastings, quedant-se amb el tercer lloc amb una marca de 2:30:25. L'abril va guanyar la mitja marató de Yangzhou Jianzhen amb un avantatge de mig minut i a l'agost va acabar segona en la Intervé Marató de Bogotà. Encara que no va aconseguir classificar a un mundial d'equips, va ser seleccionada per representar a Etiòpia en els Jocs Panafricans de 2011, guanyant la medalla d'or amb un rècord de 1:10:47 La seva millor marca la va aconseguir a l'octubre durant la Toronto Waterfront Marathon amb 2:23:25. Li va seguir un sisè lloc en la mitja marató de Delhi.
El 2012 en la marató de Dubai va aconseguir el tercer lloc en 2:19:52, sent l'etíop més ràpida darrere d'Aselefech Mergia. Com a resultat, va ser seleccionada per a l'equip de marató als Joc Olímpics de Londres, però va arribar en la posició 23 amb un temps de 2:28:48. La seva última carrera de l'any va ser la marató de Filadèlfia, arribant en segon lloc.
El 2014, guanya la Marató de Chicago amb una crono de 2:25:37 hores. L'anunci de la seva victòria va ser el 30 gener de 2015, quan la guanyadora Rita Jeptoo va ser suspesa en donar positiu en eritropoetina el setembre del 2014, el qual va deixar com a no vàlida la seva participació en la marató.
El 2015 va guanyar la marató al Campionat Mundial d'Atletisme de 2015 de Pequín.